# Virginia Slims of Detroit 1977
Virginia Slims of Detroit 1977  — жіночий тенісний турнір, що проходив на закритих кортах з килимовим покриттям Cobo Hall & Arena в Детройті (США) в рамках Світової чемпіонської серії Вірджинії Слімс 1977. Відбувся вшосте і тривав з 22 до 27 лютого 1977 року. Перша сіяна Мартіна Навратілова здобула титул в одиночному розряді й отримала за це 20 тис. доларів США.

## Фінальна частина

### Одиночний розряд
Мартіна Навратілова —  Сью Баркер 6–4, 6–4
- Для Навратілової це був 4-й титул в одиночному розряді за сезон і 11-й — за кар'єру.

### Парний розряд
Мартіна Навратілова /  Бетті Стов —  Джанет Ньюберрі /  Джоанн Расселл 6–3, 6–4

## Розподіл призових грошей
| Дисципліна       | П       | F       | ПФ     | ЧФ     | 1/8    | 1/16 |
| Одиночний розряд | $20,000 | $10,000 | $5,400 | $2,500 | $1,375 | $775 |